# 綾瀨麻衣子
綾瀨麻衣子（日語：綾瀬麻衣子，1972年8月19日—），日本AV女優。

## 簡歷
出身於東京都。
1991年9月成為V&Rプランニング的企劃“Virgin”的第1號專屬女優，以藝名「澤口真里亞（沢口まりあ，さわぐち まりあ）」在AV界出道。監督是カンパニー松尾。扮演蘿莉系AV女優直到1992年引退。
引退後在玩具製造商工作。40歲時離職並以家庭主婦／母親的身分生活。在2018年以「綾瀨麻衣子」為藝名加入SOD的宣傳部。
2019年12月4日被提名成人廣播獎2020的熟女女優賞。
2020年11月24日於官方Twitter上宣布於12月24日離開SOD。
2020年11月28日在因2019冠状病毒病的影響而延後舉辦的成人廣播獎2020中，獲得熟女女優賞。此外，她還擔任成人廣播獎的公關大使「アーン♡バサダー2020」。
2021年2月25日宣布成為Madonna的專屬女優。

## 人物
興趣是料理和去Spa。
在2019年時有一位20歲的女兒。

## 外部連結
- 綾瀬麻衣子 Official Website （页面存档备份，存于） - 公式HP (2021年4月20日 - )
- 新中野にあるAVメーカーSOD(ソフト・アン・デマンド)熟女女子社員♥綾瀬麻衣子 （页面存档备份，存于） - 官方部落格（2019年4月4日 - 2020年7月9日）
- 綾瀬麻衣子のまいmy性活 （页面存档备份，存于） - 官方部落格（2021年6月9日 - ）
- 綾瀬麻衣子❤️熟女AV女優的X（前Twitter）（2019年6月25日 ‐ ）
- 綾瀨麻衣子的Instagram帳戶
- YouTube上的綾瀬麻衣子AyaseMaiko頻道
- 「1分30秒で輝くマドンナ映像の極意」 - FANZA
- 「25年ぶりにAV復帰！48歳の美熟女として帰ってきた マドンナ専属AV女優・綾瀬麻衣子インタビュー（前編）」 - FANZA
- 「25年ぶりにAV復帰！48歳の美熟女として帰ってきた マドンナ専属AV女優・綾瀬麻衣子インタビュー（後編）」 - FANZA
- レジェンドAV女優・綾瀬麻衣子降！！美熟女No.1！Madonnaキャンペーン開催記念インタビュー - FANZA